# Lamedon
Lamedon es un lugar ficticio que pertenece al legendarium creado por el escritor británico J. R. R. Tolkien y que aparece en su novela El Señor de los Anillos. 

## Geografía
Es una región y feudo de Gondor, una de las más densamente pobladas, situada en las pendientes meridionales de las Ered Nimrais, las Montañas Blancas. El río Ciril nacía en Lamedon y desembocaba en otro de los ríos de la región, el Ringló.
La ciudad principal era Calembel, a orillas del Ciril. A unas sesenta millas de ella estaba Tarlang, una estribación de las Ered Nimrais que formaban un largo desfiladero, atravesado por un camino que llevaba de Calembel a la Colina de Erech. En esta colina de nombre pre-númenóreano, era donde estaba la Piedra de Erech, ante la cual, el Rey de las Montañas juró fidelidad a Isildur. Más tarde, durante la Guerra del Anillo, Aragorn convocó aquí a los Hombres Muertos para que cumplieran con el juramento. 

## Historia
Durante la Guerra del Anillo, el Señor de Lamedon era Angbor. Al contrario de los otros señores, Angbor no envió a su ejército a la defensa de Minas Tirith. En vez de eso, decidió emplear todos sus esfuerzos en defender la ciudad de Linhir, en Lebennin, contra las tropas de Umbar y de Harad. Solamente "unos pocos montañeses salvajes sin un capitán" fueron a la ayuda de Minas Tirith de Lamedon.
Durante su viaje hasta Pelargir, la Compañía Gris llegó a Calembel y encontraron la ciudad desierta, pues los que no habían partido a Linhir, habían huido a las colinas ante el terror que despertó el rumor de la llegada del Rey de los Muertos. Cuando la Compañía Gris llegó a Linhir, tanto los defensores de la ciudad como los enemigos huyeron ante el Rey de los Muertos, y solo Angbor y sus tropas se quedaron y les acompañaron a Minas Tirith.